# 창원 상남지석묘
창원 상남지석묘(昌原 上南支石墓)는 대한민국 경상남도 창원시 성산구 상남동에 있는 고인돌이다. 2000년 1월 31일 경상남도의 기념물 제224호로 지정되었다.

## 현지 안내문
상남 상업지역 주변에 위치한 선사시대인 청동기 시대의 무덤으로, 돌멘 또는 고인돌이라고 불리고 있다.
창원 상남 지석묘는 국립창원문화재연구소에 의하여 1997년 12월 발굴 조사되었다. 내부에 시신을 안치하기 위해 석관을 만들고 그 위에 많은 할석과 대형 개석을 덮은 후 다시 굄돌과 덮개돌을 올린 독특한 구조를 하고 있다.
이 지석묘는 인근에서 발견된 창원 덕천리지석묘와 함께 우리나라의 대표적인 남방식지석묘로 알려져 있다. 특히 매장 주체부인 석관이 깊고 견고하게 축조되었으며, 대형의 상석을 이용하여 분묘의 위용을 보여주고 있으며, 당시 이 지역 최고 수장의 무덤으로 추정되며, 상석의 크기는 270㎝×185㎝×190㎝정도이다.
상남 상업지역 택지개발사업으로 인하여 2001년 4월 창원시에서 지석묘1기와 석관묘1기를 현 위치로 옮겨 원 상태로 복원해 놓았다.

## 같이 보기
- 창원 덕천리 유적 - 경상남도 문화재자료 제206호

## 참고 자료
- 창원 상남지석묘 - 국가유산청 국가유산포털